# Maršiči (gmina Koper)
Maršiči – wieś w Słowenii, w gminie miejskiej Koper. 1 stycznia 2018 liczyła 13 mieszkańców.